# Bernardo Ansprando

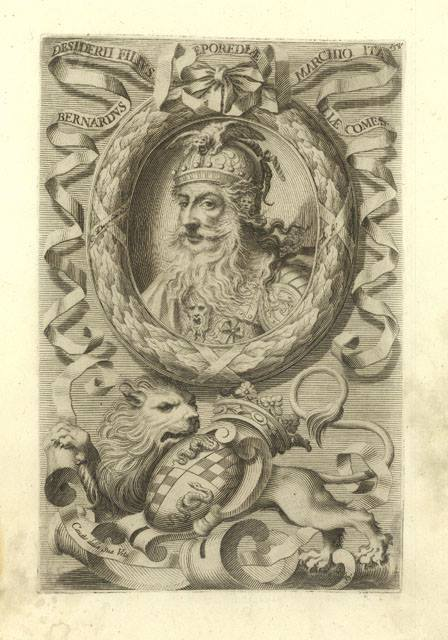
Bernardo Ansprando Platoni, retrato do Livro Do Regno D'Itália Sotto e Barbari.

Bernardo Ansprando Everardo ou Bernardo de Platoni, é considerado como o segundo filho do rei Desiderio dos Lombardos, com base no que consta na bibliografia até o século XIX. Esta bibliografia se baseia na citação atribuída a Bernardo, de autoria do Visconde Attone de Vercelli, em seu primeiro testamento datado de 15 de maio de 945, entre outros documentos históricos. No entanto, segundo alguns autores como Janet Nelson, consideram que o rei Desiderio não teria tido nenhum filho homem, somente filhas mulheres, mas o que na realidade, há de se considerar um erro, considerando que existem certezas de que o rei Desiderio teve um filho chamado Adalgiso, que reinou de forma conjunta com ele entre os anos 759 e 774.
Ademais, existem alguns autores que expressam que Bernardo era na verdade filho de Adalgiso, sendo então neto do rei Desidério, baseando-se em antigas inscrições de igrejas da época. Estas escritas indicam que quando Carlos Magno se apoderou do poder, comprou diversas terras no norte de Itália, logo após ter permanecido exilado na França por um período; onde foi acreditado como conde de Angera e primeiro marques de Ivrea. No entanto, o nome de Ivrea foi estabelecido decorrente das lutas entre Berengario de Friuli e Guido de Spoleto posteriormente ao ano 887. Entretanto, as origens dos lombardos do condado de Angera é algo rechaçado desde o século XIX, apesar ainda da existência de bibliografias posteriores que aceitem esta hipótese.

## Família
Atribui-se a Bernardo Ansprando os seguintes filhos:
- Otón
- Berengario
- Hugo
- Falco
- Facio
- GuidoReferências

1. ↑  Troya, Carlo (1830). «Volume IV, Parte V Continuazione». Storia D'Italia Del Medioevo, Codice Diplomatico Longobardico. [S.l.]: Napoli
2. ↑  Brunengo, Giuseppe (1864). I Primi Papi - Re e L'Ultimo Dei Re Longobardico. [S.l.: s.n.] p. 245
3. ↑  «Volume VII, Serie Quinta». La Civilta Cattolica Anno Decimo Quarto. [S.l.]: Roma. 1863
4. ↑  Wilhelmimhof, Jacob (1701). Historia Italiae et Hispaniae Genealogica. [S.l.: s.n.]
5. ↑  Nelson, Janet (1998). «Making a Difference in Eighth-Century Politics». In:  Walter A. Goffart y  Alexander C. Murray. After Rome's Fall (em inglês). [S.l.]: University of Toronto Press. p. 173. ISBN 9780802007797
6. ↑  Sperandio, Franceso Paolo (1720). Sabina Sagra e Profana Antica e Moderna. [S.l.]: Stamperia di Giovanni Zempel. p. 122
7. ↑  McKitterick, Rosamond (1995). The New Cambridge Medieval History: c.500-c.700 (em inglês). 2. [S.l.]: Cambridge University Press. p. 317. ISBN 9780521362924
8. ↑  Bombognini, Francesco; Redaelli, Carlo (1828). Antiquario della Diocesi di Milano (em italiano). [S.l.]: G. Pirotta. p. 54
9. ↑  Saroglia, Giovanni (1881). Memorie Storiche Sulla Chiesa D'Ivrea. [S.l.]: Tipografía A. Tomatis